# AussieBum
aussieBum és una marca australiana que fabrica banyadors per a homes. En els últims anys aussieBum ha augmentat també la seva línia de producció a altres peces de vestir, incloent roba interior, roba per al temps d'oci, roba esportiva i d'estar per casa que ha guanyat molts seguidors entre els homes coneixedors de la moda, rivalitzant amb marques com Calvin Klein i Dolce & Gabbana.
La companyia és coneguda pels seus altament creatius productes, així com per la seva roba interior essencial; la qual conté vitamines adherides a la fibra i que són emeses a la pell, i la línia anomenada Wonderjock; roba interior dissenyada per ressaltar l'aparença dels genitals masculins, causant un gran enrenou en els mitjans de difusió de notícies arreu del món.
Tots els productes d'aussieBum són fabricats a Austràlia amb el punt de producció completament fora de la seva seu al suburbi de Leichhardt a Sydney.

## Història

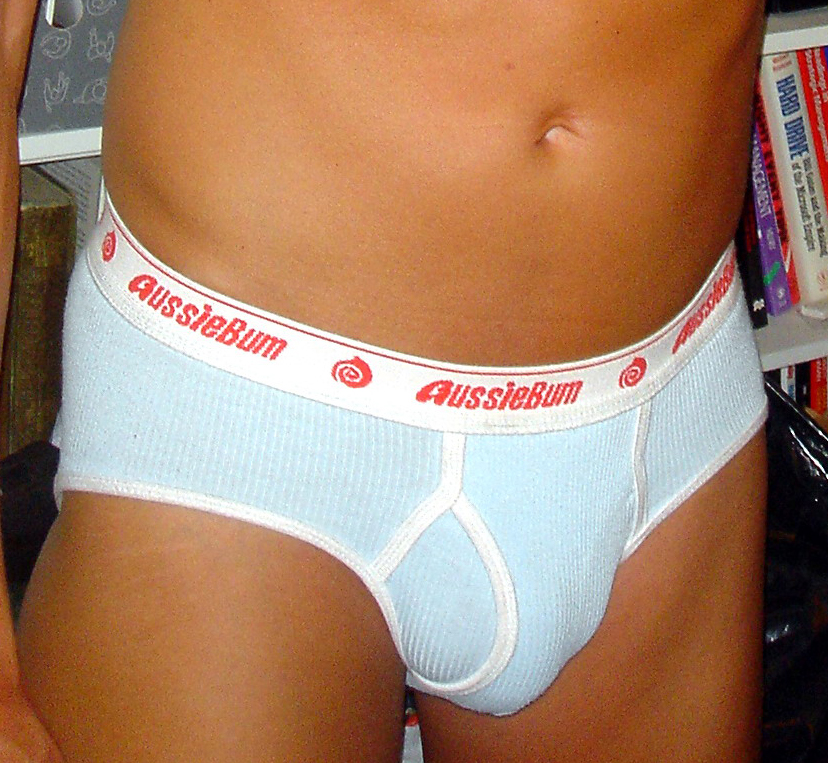
aussieBum undies range, Ice Blue

El 2001, el director Sean Ashby va crear aussieBum després de no poder trobar l'estil de banyadors amb el que havia crescut. La companyia va tenir un llançament poc favorable en mig de la bombolla especulativa del crisi del .com, i llavors encara la pàgina web funcionava des d'una sala d'estar suburbana creada per l'Ashby. Amb la unió del co-director Guyon Holland, van crear un nou mercat recuperant el clàssic estil-speedo Aussie cossie i introduint empremtes dactilars i altres disseny vibrants.
D'ençà que va començar amb només AU$ 20,000, aussieBum és ara una empresa multimilionària, en la que treballen més de 30 persones en la fabricasió de més de 150 estils diferents de productes.

## Màrqueting
L'empresa no té representant de vendes a l'estranger, però confia en la força de la seva web. Les vendes a Austràlia representen només el 10% dels seus negocis, i es troba en el camí d'arribar als AU$ 20 milions de vendes anuals. La companyia té una gran extensió per a un negoci que funciona completament a través d'Internet, sense façana i un personal d'empaquetament mínim. El magatzem de la botiga en línia, que compta amb tecnologies pròpies molt avançades per recollir, empaquetar i enviar més de 1.000 comandes diferents al dia, necessita només vuit persones.
La marca es ven en algunes de les botigues de departament més grans del món com Selfridges, Harvey Nichols i House of Fraser a Anglaterra, Printemps a Paris, KaDeWe a Berlín, i Harvey Nichols a Dubai, així com en petites boutiques en diverses ciutats per tot el món. Aquesta, també està disponible en línia al major i únic minorista de moda d'Anglaterra ASOS.com. La botiga en línia d'aussieBum realitza enviaments a més de 70 països.

### Publicitat
aussieBum promociona els seus productes en llocs no tradicionals a Internet, com blogs, pàgines de xarxes socials Facebook, MySpace, i també el joc en línia Second Life. La marca té un seguiment en línia molt popular essent aussieBum el 7é terme més buscat a Austràlia. El cultiu d'una imatge d'un australià larrikinha ajudat també a la companyia a fer-se notar als mercats estrangers on els residents senten interès per la cultura australiana.
La marca fa servir un estil distintiu de publicitat fresca i descarada, com per exemple fer una nova versió de l'emblemàtica pintura australiana Shearing the Rams amb homes en roba interior esquilant les ovelles. Celebritats com Ewan McGregor, Billy Connolly, i Daniel Radcliffe són fans dels "cossies", mentre que la cantant de pop australiana Kylie Minogue va utilitzar homes que duien banyadors aussieBum al videoclip de Slow. L'estrella del futbol i referència en el món de la moda masculina David Beckham també ha col·laborat amb la marca.

## Productes

### Wonderjock
El novembre del 2006, el "Wonderjock" va ser llençat a les línies de roba interior d'aussieBum. Els "Wonderjocks" han estat dissenyat per elevar i marcar els genitals d'un home, a través de la utilització d'una "bossa" per fer sobresortir-ho tot cap a fora en comptes de cap avall. 50.000 unitats de la nova peça de roba interior es van vendre en els set primers dies després de ser publicat. El nom va ser escollit com un joc de paraules sobre la línia push-up bras de la popular marca Wonderbra.
El maig de 2007, la companyia va introduir també la tecnologia "Wonderjock" a la seva línia de bany. Actualment a les sèries "Classic", "Storm", i "Loose", també s'utilitza una bossa de tela per crear aquest efecte de realçat, especialment després de sortir de l'aigua freda. Des del seu llançament, els estils "Wonderjock" han estat modificats i reanomenats com a '"Boosterjock"', amb un nou disseny que proporciona una forma més natural i una sensació menys restrictiva que la versió anterior.